# Rhodocybe
Rhodocybe Maire (rumieniak) – rodzaj grzybów z rodziny dzwonkówkowatych (Entolomataceae).

## Systematyka i nazewnictwo
Pozycja w klasyfikacji według Index Fungorum: Entolomataceae, Agaricales, Agaricomycetidae, Agaricomycetes, Agaricomycotina, Basidiomycota, Fungi.
Takson utworzył René Charles Maire w 1926 r. Synonimy: Clitopilopsis Maire, Hirneola Velen., Rhodophana Kühner.
Polską nazwę nadał Franciszek Błoński w 1890 r.
Gatunki występujące w Polsce:
- Rhodocybe parilis (Fr.) Singer 1962 – rumieniak rzodkiewkowaty
- Rhodocybe truncata (Schaeff.) Singer 1947

Nazwy naukowe na podstawie Index Fungorum. Nazwy polskie według Władysława Wojewody.
Na terenie Polski występowało 8 gatunków Rhodocybe, jednak według Index Fungorum obecnie należą one do innych rodzajów: Clitopilus, Clitocella, Clitopilopsis, Lulesia, Rhodophana.